# حسن الحسني
حسن الحسني 1916-1987 كان ممثل جزائري واسمه هكذا بأل التعريف نسبة للعائلة أو حسن بن الشيخ، ولد في شهر أبريل عام 1916 بمنطقة بوغار بولاية المدية الجزائرية، يعتبر واحدا من مشاهير السينما الجزائرية.
زاول دراسته الابتدائية بمسقط رأسه، وتحصل على شهادة التعليم الابتدائي، وقد تطورت ثروته اللغوية بالفرنسية بفضل والده.
فهذا الرجل يعتبر مدرسة في فن الإضحاك الجزائري أيضا بتقمص شخصياته النابعة من قلب الريف حيث عرف خلال أعماله بشخصية نعينع ثم بشخصية بوبقرة لتعدد شخصياته من الفلاح إلى القاضي في الكثير من أعماله مثل ريح الأوراس وحسن طيرو ثم الأفيون والعصا والأسر الطيبة ووقائع سنين الجمر وغيرها من الأعمال السينمائية الجيدة والتي كان آخرها فيلم أبواب الصمت للمخرج الجزائري عمار العسكري والذي توفي حسن الحسني أثناء تمثيل آخر لقطاته وكان ذلك يوم 25 سبتمبر 1987 حيث لفظ أنفاسه الأخيرة بمستشفى عين النعجة بالجزائر العاصمة.

## حياته
اشتغل في بداية حياته حلاقا ببوغاز ثم بالبرواقية وبقي كذلك إلى غاية 1947 ثم عمل مسيرا لقاعة السينما رفقة أخيه بلخير وهذا إلى غاية 1940. اشتغل في عدة مهن من 1947 إلى 1950 وأصبح ممثلا في المسرح البلدي رفقة محي الدين بشتارزي من 1951 إلى 1954.وشارك سنة 1936 في تأسيس جمعية (شمس) بمدينة البرواڤية
مع اندلاع الحرب العالمية الثانية، استغل الفنان فرصة اشتغال المستعمر بالحرب فأنجز عدة أعمال ذات أهداف وطنية كلفته السجن عدة مرات منها سجنه بجنين بورزق ببشار سنة 1945، سركاجي بين (1945 ـ 1946) وما بين 1948 و1949 بسجن البرواڤية والبليدة.
واستغل الفنان نعينع وجوده في السجن والمعتقلات لتقدم عروضا مسرحية فكاهية ذات بعد وطني في أوساط المعتقلين، كان الهدف منها توعية وتنمية الحس الوطني وشحذ هممهم بقضيتهم العادلة.
وكان له نشاط سياسي حيث ناضل في صفوف كل من حزب الشعب الجزائري وحركة انتصار الحريات الديمقراطية.
عاد مباشرة بعد الاستقلال إلى نشاطه الفني المعهود من خلال المسرح الوطني الجزائري إلى غاية 1965، وفي سنة 1966 أسس رفقة الطيب أبو الحسن وعمار أوحدة ورشيد زوبة والمصطفى العنقى فرقة المسرح الشعبي التي قدمت عروضها عبر مختلف أرجاء الوطن. وفي نفس السنة، اقتحم عالم السينما حيث شارك في تلك الرائعة السينمائية ريح الاوراس التي أخرجها محمد لخضر حمينه.
وفي المجال السياسي، انتخب نائبا بالمجلس الشعبي الوطني سنة 1977 وكان مثالا في التفاني والعمل المستمر وهذا بشهادة الجميع. كان أول عمل قام به بعنوان أحلام حسان سنة 1943 لتليها أعمال أخرى مثل: قايد بوشومارة 1948 نعينع في المدرسة، نعينع وخمس هكتارات، الفاهم، سي بلقاسم البرجوازي... كما قام بأدوار في العديد من المسرحيات بقيت شاهدة على عبقريته أهمها: سي حمودة، تي ڤول تي ڤول با 1945 البخيل، طبيب رغما عنه، الأغا مزعيش.

## أعماله

### المسرح
- «الڤايد بوشومارة»
- «نعينع في المدرسة»
- «نعينع» و«خمس هكتارات»
- «الفاهم» و«سي بلقاسم البرجوازي»
- بوبقرة في المسرح

### شارك في عدة أفلام تجاوز عددها الـ 40. أبرزها
- بدء بأول فيلم المشعوذ سنة 1959،
- ريح الاوراس 1966
- الأفيون والعصا 1969
- عطلة المفتش الطاهر 1972،
- وقائع سنين الجمر 1974،
- بوعمامة 1983 .
- رحلة شويطر 1976
- الصمت للمخرج عمار العسكري سنة 1987وهو آخر فيلم للممثل.

ولقد شارك في أفلام إيطالية وفرنسية كفيلم الاعترافات الحلوة، ومصرية مثل سوق القرية.
دون ان ننسى مشاركته في الفيلم الجزائري الوحيد الذي فاز بجائزة الأوسكار و هو فيلم زاد Z سنة 1969م

## روابط خارجية
- حسن الحسني على موقع IMDb (الإنجليزية)
- حسن الحسني على موقع ألو سيني (الفرنسية)
- حسن الحسني على موقع ألو سيني (الفرنسية)
- حسن الحسني على موقع أول موفي (الإنجليزية)
- حسن الحسني على موقع قاعدة بيانات الفيلم (الإنجليزية)
- حسن الحسني على موقع كينوبويسك (الروسية)